# Mohamad Ali Fardin
Mohamad Ali Fardin (in persiano محمدعلی فردین‎; Teheran, 4 febbraio 1931 – Teheran, 6 aprile 2000) è stato un attore e lottatore iraniano.

## Biografia
Fardin è stato un popolare attore del cinema iraniano, anche conosciuto con il soprannome di Re di Cuori, dopo il successo avuto per il suo ruolo principale in un film iraniano dello stesso titolo (Soltane Ghalbha).
Intorno ai vent'anni è stato un campione di lotta libera, ed ha vinto una medaglia d'argento ai campionati mondiali di lotta del 1954 e si è piazzato quarto nel 1957.
È salito alla fama negli anni '60. Per i media iraniani era una figura eroica che fungeva da alternativa a star non iraniane. Il suo stereotipo era quello del povero ragazzo con il cuore d'oro che riesce a conquistare una ragazza alla fine del film.
Tra i suoi film più noti ci sono Behesht Door Nist, Ghazal e Ganje Qarun.
Ha partecipato anche al film Ed ora... raccomanda l'anima a Dio! film del 1968, diretto da Demofilo Fidani.
Dopo la rivoluzione iraniana del 1979, ha recitato in solo due film, Bar Faraz -e- Asemanha e Barzakhiha.
Ha inoltre agito nel film Indah Iranian Bollywood Subah O Sham (1972), protagonista accanto a Waheeda Rehman, Sanjeev Kapoor, Simin Ghaffari e Azar. Il film è stato diretto da Tapi Chanakya. La sua voce nel film è stata doppiata da Satyen Kappu.

## Filmografia
Regista
1. Bar faraz-e Aseman-ha (1978)
2. Gharar-e Bozorg (1975)
3. Ghesse-ye Shab (1973)
4. Jahannam + Man (1972)
5. Ghasre-e Zarrin (1969)
6. Solatan-e Ghalb-ha (1968)
7. Hatam-e Tahei (1966)
8. Gadayan-e Tehran (1966)
9. Khoshgel-e Khoshgela (1965)
10. Eshgh-o Entegham (1965)
11. Gorg-haye Gorosneh (1962)

Produttore
1. Bar Faraz-e Aseman-ha(1978)
2. Gharar Bozorg (1975)
3. Ghesse-ye Shab (1973)
4. Jahanam + Man (1972)
5. Sekke-ye Shans (1970)
6. Khoshgel-e Khoshgela (1965)
7. Gorg-haye Gorosne (1962)
8. Ghesse-ye Shab (1973)
9. Solatan-e Ghalb-ha (1968)
10. Hatam-e Tahei (1966)
11. Khoshgel-e Khoshgela (1965)
12. Eshgh-o Entegham (1965)

Attore
1. Barzakhi-ha (1982)
2. Bar Faraz-e Aseman-ha (1978)
3. Ghazal (1976)
4. Ta’asob (1975)
5. Gharar-e Bozorg (1975)
6. Javanmard (1974)
7. Salam bar Eshgh (1974)
8. Shekast Napazir (1974)
9. Movazebe Kolat Bash (1974)
10. Najoor-ha (1974)
11. Jabbar, Sarjookhe Farari (1973)
12. Ghesse-ye Shab (1973)
13. Jahanam + Man (1972)
14. Ayoob (1971)
15. Baba Shamal (1971)
16. Raze Derakhte Senjed (1971)
17. Mard-e Hezar Labkhand (1971)
18. Mardan-e Khashen
19. Mi’adGah-e Khashm(1971)
20. Homa-ye Sa’adat (1971)
21. Yek Khoshkel va Hezar Moshkel (1971)
22. Sekke-ye Shans (1970)
23. Kooche Mard-ha (1970)
24. Mardi az Jonoob-e Shahr(1970)
25. Yaghoot-e Se Cheshm(1970)
26. Behesht Door Nist (1969)
27. Donya-ye Por Omid (1969)
28. Ghasr-e Zarrin (1969)
29. Na’re Toofan (1969)
30. Khashm-e Kowli (1968)
31. Soltan-e Ghalb-ha (1968)
32. Toofan Bar Faraz-e Patra(1968)
33. Mardan-e Bokos (1968)
34. Charkh-e Falak (1967)
35. Shokooh-e Javanmardi (1967)
36. Toofan-e Nooh (1967)
37. AmirArsalan-e Namdar (1966)
38. Jahan Pahlavan (1966)
39. Hatam-e Taei (1966)
40. Gadayan-e Tehran (1966)
41. Mardi az Tehran (1966)
42. Babr-e Koohestan (1965)
43. Khoshgel-e Khoshgela (1965)
44. Eshgh-o Entegham (1965)
45. Ghahraman-e Gharamanan(1965)
46. Ganj-e Gharoon(1965)
47. Moo Tatalei-e Shahre Ma (1965)
48. Agha-ye Gharn-e Bistom (1964)
49. Ensan-ha (1964)
50. Tarane-haye Roostaei (1964)
51. Jahanam Zir-e Pa-ye Man (1964)
52. Dehkade-ye Talaei (1964)
53. Masir-e Roodkhaneh (1964)
54. Zan-ha Fereshte-and (1963)
55. Sahel-e Entezar (1963)
56. Zamin-e Talkh (1962)
57. Tala-ye Sefid (1962)
58. Gorg-haye Gorosne (1962)
59. Bive-haye Khandan (1961)
60. Dokhtari Faryad Mikeshad (1961)
61. Faryad-e Nime Shab (1961)
62. Farda Roshan Ast (1960)
63. Cheshme-ye Ab-e Hayat (1959)

## Morte
È morto a settant'anni il 6 aprile 2000. La notizia della sua morte è stata quasi del tutto ignorata dalla radio e dalla tv di stato, osservando i dettami dell'istituzione islamica, che aveva disapprovato la sua carriera di recitazione e aveva bandito i suoi film dopo la rivoluzione del 1979.
È stato sepolto nel cimitero di Behesht-e-Zahra a Teheran.
Più di 20.000 persone in lutto hanno partecipato ai suoi funerali a Teheran.